# Mohszin Hárszí
Mohszin al-Hárszí (arabul: حسن الحارثي); 1976. július 17. –) szaúd-arábiai válogatott labdarúgó.

## Pályafutása

### Klubcsapatban
1998 és 2006 között az En-Naszr csapatában játszott. 2006 és 2007 között az E-Fajhá játékosa volt. 2007 és 2009 között az Ohod Club csapatát erősítette.

### A válogatottban
1999 és 2002 között 20 alkalommal játszott a szaúd-arábiai válogatottban és 2 gólt szerzett. Részt vett az 1999-es konföderációs kupán és a 2002-es világbajnokságon.